# Zero K
Zero K è un romanzo di fantascienza di Don DeLillo, sul tema della crionica, pubblicato nel 2016 e tradotto in Italia nel settembre dello stesso anno.

## Trama
Quella definizione, quindi, serviva solo a fare scena.»
(Zero K, pag 122)
Il protagonista, Jeffrey Lockhart, figlio di Ross Lockhart, forse il più ricco e influente magnate dell'alta finanza newyorkese, è suo malgrado coinvolto in un progetto tanto singolare quanto straordinario e apparentemente folle: sconfiggere la morte. Infatti, Ross, che è sposato in seconde nozze con la geniale e affascinante scienziata Artis Martineau, affetta da un cancro incurabile, da tempo finanzia il futuristico progetto Convergence, un'azienda che sviluppa tecnologie di punta in campo biomedico e informatico, con lo scopo di conservare i corpi e perfino le coscienze di coloro che immediatamente dopo la morte (ma alcuni anche prima della morte) decidono di farsi congelare grazie a una rivoluzionaria tecnologia criogenica, nella speranza di un risveglio in un imprecisato futuro, quando la medicina sarà avanzata al punto da poter curare tutte le malattie. In prospettiva, i realizzatori di Convergence ritengono possibile persino la conquista dell'immortalità e dell'eterna giovinezza: un sogno antico, presente in molte culture e mitologie, che l'impressionante accelerazione tecnologica sembra in grado di realizzare, prima o poi. Inizia così il viaggio di Jeffrey verso la segretissima sede di Convergence, situata in un quasi inaccessibile punto nel deserto del Kazakistan. Lì lo attendono Ross e Artis, entrambi decisi a farsi ibernare sfruttando l'ultimo e più avanzato ritrovato tecnologico dell'azienda. Artis è destinata comunque a morire, ma Ross intende seguire l'amata compagna e ispiratrice. Jeffrey (abbreviato in Jeff) non è convinto di questa scelta. Benché il suo rapporto con Ross sia stato parzialmente compromesso dal divorzio, nondimeno egli nutre un sincero affetto per il padre; ma è anche molto legato ad Artis, personalità carismatica e dall'intelligenza superiore. Una lunga permanenza a Convergence lo convince che Ross sia stato in qualche modo plagiato dagli sviluppatori del progetto: un gruppo eterogeneo, che comprende scienziati, mistici, sociologi, filosofi e artisti d'avanguardia. Convergence, dal punto di vista architettonico, è un ibrido tra una base militare, un laboratorio sotterraneo a molti livelli e un museo multimediale. Gli abitanti fissi di Convergence sviluppano una nuova forma di comunicazione al di là del linguaggio naturale.

## Edizioni
- Don DeLillo, Zero K, traduzione di Federica Aceto, Einaudi,collana Supercoralli, 2016,  p. 242, ISBN 88-062-3252-5.